# جون كرامر (لاعب كرة قدم)
جون كرامر (بالدنماركية: John Kramer)‏ هو لاعب كرة قدم دنماركي في مركز الوسط، ولد في 17 نوفمبر 1934 في Ringsted Municipality ‏ في الدنمارك، وتوفي في 13 يوليو 1994. لعب مع Køge Boldklub ‏.

## وصلات خارجية
- جون كرامر (لاعب كرة قدم) على موقع الاتحاد الأوربي (الإنجليزية)
- جون كرامر (لاعب كرة قدم) على موقع قاعدة بيانات كرة القدم.إي يو (الإنجليزية)
- جون كرامر (لاعب كرة قدم) على موقع ناشيونال فوتبول تيمز (الإنجليزية)